# Secret World Live
Secret World Live ist das zweite Live- und das elfte Album insgesamt des englischen Singer-Songwriters und Rock-Musikers Peter Gabriel, das am 28. August 1994 in Großbritannien veröffentlicht wurde.

## Veröffentlichung

### Audioalbum
Das Album erschien am 28. August 1994. Die Aufnahmen sind bei zwei Live-Konzerten von Gabriels Secret World Tour 1993 entstanden. Gegenüber dem Konzert wurden auf der Doppel-CD-Fassung des Livealbums die Titel Games Without Frontiers, Family Snapshot, Shock the Monkey, Biko, Here Comes The Flood, San Jacinto und Mercy Street weggelassen. San Jacinto findet sich jedoch auf der Vinyl-Version und der 24 bit-Version.

### Extended Play
Unter dem Namen SW Live EP wurde ebenfalls 1994 eine EP mit 5 Titeln veröffentlicht. Diese enthielt neben den beiden von der normalen Doppel-CD unverändert übernommenen Titeln Red Rain und Come Talk to Me die beiden Titel San Jacinto und Mercy Street, wovon letzterer ausschließlich auf dieser Veröffentlichung enthalten ist. In der Veröffentlichung der EP als Musikkassette entfiel der Titel Mercy Street. Diese Aufnahme stammt jedoch nicht von der Secret World Tour, sondern von der This Way Up Tour von 1987 zu dem Album So von 1986. Abweichend zu dem Album Secret World Live sind deswegen bei diesem Lied Aufnahme und Mix von David Bottrill und Kevin Killen und alleiniger Produzent war Peter Gabriel.

### Videoalbum
Kurz nach dem Audioalbum wurde am 13. September 1994 ein gleichnamiger Konzertfilm veröffentlicht. Die Tracklist des Films lässt gegenüber dem Audioalbum das Lied Red Rain weg und fügt stattdessen San Jacinto nach Blood of Eden hinzu.

## Hintergrund
Das Album dokumentiert die Konzerterlebnisse der Secret World Tour.
Das Cover-Bild des Audio-Albums wurde von Michael Coulson gestaltet und von Martha Ladly (ehemals Martha and the Muffins) koordiniert, die zu dieser Zeit für Peter Gabriel arbeitete. Die Cover-Bilder stammen von Fab 4 und Danny Jenkins. Das Album wurde 1994 für den Grammy Award in der Kategorie Best Record Sleeve Packaging Design nominiert. Danny Jenkins sagte über sein Foto: „Ich war schon immer daran interessiert, Bilder zu machen, und hatte eine umfangreiche Sammlung von 80er-Jahre-Büromüll für meine digitalen Montagen angehäuft [...] Das Schlüsselfoto des Albums wurde in meinem Studiohinterhof mit meiner Pentax K1000-Kamera aufgenommen [...] Der Hörer wurde zufällig aus einem Stapel von Telefonen ausgewählt und die Hand gehört eigentlich meiner leidgeprüften Studioassistentin Becky Jemmett. Es war reines Glück und Zufall, dass das Telefon und die Hand überzeugend genug für Peters Version auf der Bühne passten.“

## Titelliste
Alle Lieder wurden von Peter Gabriel geschrieben außer Across the River, wurde von Stewart Copeland, Peter Gabriel, David Rhodes und L. Shankar geschrieben und Shaking the Tree von Peter Gabriel und Youssou N’Dour.

### Disc 1
1. Come Talk to Me – 6:13
2. Steam – 7:45
3. Across the River – 6:00
4. Slow Marimbas – 1:41
5. Shaking the Tree – 9:18
6. Red Rain – 6:15
7. Blood of Eden – 6:58
8. Kiss That Frog – 5:58
9. Washing of the Water – 4:07
10. Solsbury Hill – 4:42

Gesamtspielzeit (Disc 1): 58:57

### Disc 2
1. Digging in the Dirt – 7:36
2. Sledgehammer – 4:58
3. Secret World – 9:10
4. Don’t Give Up – 7:35
5. In Your Eyes – 11:32

Gesamtspielzeit (Disc 2): 40:51

Gesamtspielzeit (Disc 1–2): 1:39:48

### Digitale Plattformen und Vinyl
1. Come Talk to Me – 6:13
2. Steam – 7:45
3. Across the River – 6:00
4. Slow Marimbas – 1:41
5. Shaking the Tree – 9:18
6. Red Rain – 6:15
7. Blood of Eden – 6:58
8. San Jacinto – 7:34[1]
9. Kiss That Frog – 5:58
10. Washing of the Water – 4:07
11. Solsbury Hill – 4:42
12. Digging in the Dirt – 7:36
13. Sledgehammer – 4:58
14. Secret World – 9:10
15. Don’t Give Up – 7:35
16. In Your Eyes – 11:32

Gesamtspielzeit: 1:47:22

### EP (CD-Version)
1. Red Rain – 6:15
2. Come Talk to Me – 6:13
3. San Jacinto – 8:27
4. Mercy Street – 9:17

Gesamtspielzeit: 30:12

### EP (MC-Version)
1. Red Rain – 6:15
2. Come Talk to Me – 6:13
3. San Jacinto – 8:27

Gesamtspielzeit: 20:55

## Mitwirkende

### Musiker

#### Hauptmusiker
- Peter Gabriel – Hauptgesang, Mundharmonika, Keyboards, Regenmacher
- Paula Cole – zusätzlicher Gesang, Co-Hauptgesang bei Shaking the Tree, Blood of Eden und Don’t Give Up
- Manu Katché – Schlagzeug
- Tony Levin – Bassgitarre, Chapman Stick, Begleitgesang
- Levon Minassian – Duduk
- Jean-Claude Naimro – Keyboards, Begleitgesang
- David Rhodes – E-Gitarre, Begleitgesang
- L. Shankar – Geigen, zusätzlicher Gesang

#### Gastmusiker
Papa Wemba und seine Band Molokai, bestehend aus:
- „Reddy“ Mela Amissi – Begleitgesang
- Dominique Berose – Keyboards
- Noel Ekwabi – Bassgitarre
- Xavier Jouvelet – Schlagzeug
- Joseph Kuo – Schlagzeug
- Patrick Marie Magdelaine – E-Gitarre
- Styno Mubi Matadi – Begleitgesang
- Ayub Ogada – Begleitgesang
- Herve Rakotofiringa – Keyboards
- Papa Wemba – Gesang

### Technisches Personal
- Richard Chappell – zusätzliche Musikproduktion
- Ian Cooper – Mastering-Ingenieur
- Michael Coulson – Art Direktion
- Alex Firla – zusätzlicher Tontechniker
- Peter Gabriel – Musikproduzent, Songwriter
- Armando Gallo – Fotografie
- Joe Hammer – Soundeditor
- Guido Harari – Fotografie
- Danny Jenkins – Abbildungen
- Dr. Hans Jenny – Abbildungen
- Kevin Killen – Tontechnik
- Martha Ladly – Design
- Laurence Leblanc – Fotografie
- Robert Leslie – Fotografie
- Stephen Lovell-Davis – Fotografie
- Rodolphe Sanguinetti – zusätzlicher Tontechniker
- Tony Stiles – Design
- Peter Walsh – Musikproduzent, Mixing, Aufnahme-Techniker

## Rezeption

### Chartplatzierungen
| ChartsChartplatzierungen       | Höchstplatzierung | Wochen |
| ------------------------------ | ----------------- | ------ |
| Deutschland (GfK)              | 8 (26 Wo.)        | 26     |
| Österreich (Ö3)                | 8 (7 Wo.)         | 7      |
| Schweiz (IFPI)                 | 10 (12 Wo.)       | 12     |
| Vereinigtes Königreich (OCC)   | 10 (4 Wo.)        | 4      |
| Vereinigte Staaten (Billboard) | 23 (12 Wo.)       | 12     |

| ChartsJahrescharts (1994) | Platzierung |
| ------------------------- | ----------- |
| Deutschland (GfK)         | 70          |

### Auszeichnungen für Musikverkäufe
| Land/Region                  | Auszeichnungen für Musikverkäufe (Land/Region, Auszeichnung, Verkäufe) | Verkäufe |
| ---------------------------- | ---------------------------------------------------------------------- | -------- |
| Deutschland (BVMI)           | Gold                                                                   | 250.000  |
| Frankreich (SNEP)            | Gold                                                                   | 100.000  |
| Kanada (MC)                  | Gold                                                                   | 50.000   |
| Vereinigte Staaten (RIAA)    | Gold                                                                   | 500.000  |
| Vereinigtes Königreich (BPI) | Silber                                                                 | 60.000   |
| Insgesamt                    | 1× Silber · 4× Gold · 1× Platin ·                                      | 945.000  |